# 米格罗集团
米格罗集团（德語：Migros Groupe）是瑞士最大的零售公司，也是财富世界500强之一。其旗下拥有瑞士各类产业形态，包含连锁超市、百货商厦、药店、电器行、酒店、旅游中介、教育及金融等。

## 历史
1925年由 Gottlieb Duttweiler在苏黎世成立，是以合作社的形式籌建起來的企業，2017年推出针对中国的网店，名为欧瑞家（Orange Garten），通过与中国网易考拉平台及阿里巴巴旗下的天猫国际合作，开展其在中国的网店业务。